# Trevor Daley
Trevor Daley (* 9. října 1983 v Toronto, Ontario) je bývalý kanadský hokejový obránce, který odehrál přes tisíc utkání v severoamerické NHL.

## Hráčská kariéra
Trevor Daley byl vybrán ve vstupním draftu NHL v roce 2002 týmem Dallas Stars ze 43 místa. Ještě před draftem hrával juniorskou soutěž OHL za klub Sault Ste. Marie Greyhounds. V posledním ročníku za Greyhounds zastával funkci jako kapitán mužstva. V sezóně 2003-04 poprvé nakoukl do NHL, zápas uskutečnil 25. října 2003 proti týmu Columbus Blue Jackets. V zápase odehrál necelých třináct minut, ve kterých stihl čtyři krát vstřelil na branku, dvouminutový trest a jeden kladný bod za pobyt na ledě. Většinu sezony strávil v záložním týmu Utah Grizzlies působící v AHL. Během výluky v NHL hrával pouze za Hamilton Bulldogs.
V roce 2006 se zúčastnil s kanadský výběr mistrovství světa. V turnaji odehrál sedm zápasů a připsal si jeden bod. 8. října 2011 odehrál svůj 500. zápas v NHL, všechny zápasy za Dallas Stars. 10. července 2015, téměř po dvanácti letech v organizaci Dallas Stars, ve kterém byl dlouhodobě stabilním hráčem, byl spolu s Ryanem Garbuttem vyměněni do týmu Chicago Blackhawks za Patricka Sharpa a Stephena Johnsa.  V Chicagu zůstal pouze do prosince 2015, kdy byl opět vyměněn za Roba Scuderima z Pittsburgh Penguins. V Penguins již setrval do konce sezony, jako stabilní hráč v základní sestavy týmu přispěl k zisku Stanley Cupu. S Pittsburghem následující sezonu obhájili Stanleyův pohár. Poté se stal nechráněným volným hráčem. Dlouho bez angažmá nezůstal, první den při otevření trhu s volnými hráči, podepsal lukreativní smlouvu s Detroit Red Wings v hodnotě 9.534 milionů dolarů na dobu tří let. 23. prosince 2018 odehrál v NHL 1000. zápas, stal se tak 330. hráčem, který tohoto milníku dosáhl. Před sezonou 2020-21 se stal novým generálním manažerem týmu Red Wings Steve Yzerman, který oznámil že nenabídne smlouvy na prodloužení obráncům Ericssonovi a Daleyovi. 26. října 2020 oznámil konec hráčské kariéry, u hokeje zůstal jako konzultant pro Pittsburgh Penguins.

## Zajímavosti
Při předávání Stanley Cupu mezi hráči, předal kapitán Sidney Crosby trofej mezi hráči. Prvnímu, komu trofej předal byl právě Trevor Daley. Crosby dobře věděl, že Daleyho matka Trudy na tom není příliš dobře; trpí totiž rakovinou. 

## Ocenění a úspěchy
- 2002 CHL – Top Prospects Game

## Prvenství
- Debut v NHL – 25. října 2003 (Columbus Blue Jackets proti Dallas Stars)
- První gól v NHL – 10. prosince 2003 (Arizona Coyotes proti Dallas Stars, kanadskému brankáři Sean Burke)
- První asistence v NHL – 12. listopadu 2003 (Dallas Stars proti Detroit Red Wings)

## Klubové statistiky
| Sezóna       | Klub                        | Soutěž       |      | Základní část | Základní část | Základní část | Základní část | Základní část |   | Play off | Play off | Play off | Play off | Play off |
| Sezóna       | Klub                        | Soutěž       | Z    | G             | A             | B             | TM            | Z             | G | A        | B        | TM       |          |          |
| 1999–00      | Sault Ste. Marie Greyhounds | OHL          | 54   | 16            | 30            | 46            | 77            | 15            | 3 | 7        | 10       | 12       |          |          |
| 2000–01      | Sault Ste. Marie Greyhounds | OHL          | 58   | 14            | 27            | 41            | 105           | —             | — | —        | —        | —        |          |          |
| 2001–02      | Sault Ste. Marie Greyhounds | OHL          | 47   | 9             | 39            | 48            | 38            | 6             | 2 | 2        | 4        | 4        |          |          |
| 2002–03      | Sault Ste. Marie Greyhounds | OHL          | 57   | 20            | 33            | 53            | 128           | 1             | 0 | 0        | 0        | 2        |          |          |
| 2003–04      | Utah Grizzlies              | AHL          | 40   | 8             | 6             | 14            | 76            | —             | — | —        | —        | —        |          |          |
| 2003–04      | Dallas Stars                | NHL          | 27   | 1             | 5             | 6             | 14            | 1             | 0 | 0        | 0        | 0        |          |          |
| 2004–05      | Hamilton Bulldogs           | AHL          | 78   | 7             | 27            | 34            | 109           | 4             | 0 | 1        | 1        | 2        |          |          |
| 2005–06      | Dallas Stars                | NHL          | 81   | 3             | 11            | 14            | 87            | 3             | 0 | 0        | 0        | 0        |          |          |
| 2006–07      | Dallas Stars                | NHL          | 74   | 4             | 8             | 12            | 63            | 7             | 1 | 0        | 1        | 4        |          |          |
| 2007–08      | Dallas Stars                | NHL          | 82   | 5             | 19            | 24            | 85            | 18            | 1 | 0        | 1        | 20       |          |          |
| 2008–09      | Dallas Stars                | NHL          | 75   | 7             | 18            | 25            | 73            | —             | — | —        | —        | —        |          |          |
| 2009–10      | Dallas Stars                | NHL          | 77   | 6             | 16            | 22            | 25            | —             | — | —        | —        | —        |          |          |
| 2010–11      | Dallas Stars                | NHL          | 82   | 8             | 19            | 27            | 34            | —             | — | —        | —        | —        |          |          |
| 2011–12      | Dallas Stars                | NHL          | 79   | 4             | 21            | 25            | 42            | —             | — | —        | —        | —        |          |          |
| 2012–13      | Dallas Stars                | NHL          | 44   | 4             | 9             | 13            | 14            | —             | — | —        | —        | —        |          |          |
| 2013–14      | Dallas Stars                | NHL          | 67   | 9             | 16            | 25            | 38            | 6             | 2 | 3        | 5        | 16       |          |          |
| 2014–15      | Dallas Stars                | NHL          | 68   | 16            | 22            | 38            | 34            | —             | — | —        | —        | —        |          |          |
| 2015–16      | Chicago Blackhawks          | NHL          | 29   | 0             | 6             | 6             | 8             | —             | — | —        | —        | —        |          |          |
| 2015–16      | Pittsburgh Penguins         | NHL          | 53   | 6             | 16            | 22            | 26            | 15            | 1 | 5        | 6        | 10       |          |          |
| 2016–17      | Pittsburgh Penguins         | NHL          | 56   | 5             | 14            | 19            | 37            | 21            | 1 | 4        | 5        | 24       |          |          |
| 2017–18      | Detroit Red Wings           | NHL          | 77   | 9             | 7             | 16            | 36            | —             | — | —        | —        | —        |          |          |
| 2018–19      | Detroit Red Wings           | NHL          | 44   | 2             | 6             | 8             | 12            | —             | — | —        | —        | —        |          |          |
| 2019–20      | Detroit Red Wings           | NHL          | 43   | 0             | 7             | 7             | 20            | —             | — | —        | —        | —        |          |          |
| Celkem v NHL | Celkem v NHL                | Celkem v NHL | 1058 | 89            | 220           | 309           | 648           | 71            | 6 | 12       | 18       | 74       |          |          |

## Reprezentace
| Rok                       | Tým                       | Soutěž                    | Z | G | A | B | TM |
| ------------------------- | ------------------------- | ------------------------- | - | - | - | - | -- |
| 2006                      | Kanada                    | MS                        | 7 | 0 | 1 | 1 | 10 |
| Seniorská kariéra celkově | Seniorská kariéra celkově | Seniorská kariéra celkově | 7 | 0 | 1 | 1 | 10 |